# Степан Кухаренко
Степан Яковлевич Кухаренко (на руски: Степан Яковлевич Кухаренко) е руски офицер, генерал-майор. Участник в Руско-турската война (1877-1878).

## Биография
Степан Кухаренко е роден на 22 март 1833 г. в Кубанска област в семейството на помствения казашки дворянин генерал-майор Яков Кухаренко. Посвещава се на военното поприще. Завършва
2-ри кадетски корпус с назначение в резервния батальон на Естлянския егерски полк (1849). Служи в Черноморската казашка войска.
Участва в Кримската война от 1853-1856 г. Награден е с Георгиевски кръст IV степен и произведен в първо офицерско звание хорунжий. За боево отличие е награден с орден „Света Ана“ IV степен с надпис
„За храброст“ (1856).
Повишен е във военно звание есаул (1862). Служи като командир на учебния дивизион на Кубанската казашка войска и на 10-и Кубански конен полк (1863-1877).
Участва в Руско-турската война (1877-1878) като командир на
2-ри Кубански конен полк. Бие се храбро при превземането на Никопол и в първата и втората атака на Плевен. Награден е с орден „Свети Владимир“ IV степен с мечове и бант. Проявява се при рекогносцировката на Ловеч на 26 и 27 юли и превземането на Ловеч на 22 август 1877 г. Награден е с орден „Света Ана“ II степен с мечове. Отличава се при третата атака на Плевен и е награден със златно оръжие „За храброст“. Повишен е във военно звание полковник за отличие в боевете при селата Горни Дъбник и Телиш. Проявява се в боевете за селата Правец и Ташкесен, Етрополе, Златишкия проход, София, Пазарджик и при преследването на корпуса на Сюлейман паша.
Втори Кубански конен полк е награден с Георгиевски щандарт „За отличие в Турската война 1877 и 1878 г.“. Полковник Степан Кухаренко е сред тези руски командири, които изминават най-трудните и опасни пътища на войната.
След войната е командир на 1-ви Тамански конен полк (1879). Повишен е във военно звание генерал-майор от 18 ноември 1893 г.
Умира на 8 ноември 1894 г. в станица Батуринска.